# كانال دي
كانال دي (بالتركية: Kanal D)‏ : هي قناة تلفزيونية وطنية واسعة الانتشار في تركيا. تعد الشركة من قبل وسائل الإعلام المملوكة للتاجر آيدين دوغان. كانال دي تتعارض أيضاً مع قناة دولية، يورو دي وهي متاحة على الإنترنت. تعد أول قناة تلفزيونية عالية الجودة في تركيا، HD TV. في 18 فبراير 2007، كانال دي بدأت في رومانيا كقناة تلفزيونية بنفس الاسم، تقوم بعرض البرامج الشعبية.

## المسلسلات
كما عرضت مسلسلات ومنها:
- إكليل الورد
- الأوراق المتساقطة
- وادي الذئاب
- نور
- سنوات الضياع
- العشق الممنوع
- الانتقام
- الرحمة
- المفقود
- بويراز كارايل
- حب أبيض أسود
- جسور والجميلة
- بنات الشمس
- أنت وطني
- أغنية الحياة
- اللطخة
- إسطنبول الظالمة

## البرامج
- سرفايفر تركيا (2005)

## وصلات خارجية
- كانال دي التركية
- كانال دي الرومانية